# Sarupathar
Sarupathar é uma cidade e uma town area committee no distrito de Golaghat, no estado indiano de Assam.

## Demografia
Segundo o censo de 2001, Sarupathar tinha uma população de 9827 habitantes. Os indivíduos do sexo masculino constituem 55% da população e os do sexo feminino 45%. Sarupathar tem uma taxa de literacia de 81%, superior à média nacional de 59,5%: a literacia no sexo masculino é de 84% e no sexo feminino é de 77%. Em Sarupathar, 11% da população está abaixo dos 6 anos de idade.